# Зернове (Курманський район)
Зернове́  (до 1945 року — Якуб; крим. Yaqub) — село Курманського району Автономної Республіки Крим.